# Lago Brenet
Il lago Brenet è un lago svizzero nel distretto Jura-Nord vaudois del canton Vaud. Si trova ad una altezza di 1.002 m s.l.m., ha una superficie di 0,956 km² ed una profondità massima di 18 m.
Il lago è alimentato principalmente da una piccola parte del fiume Orbe, la quale arriva dal lago di Joux dopo aver percorso meno di 200 m ed essere sceso di 2 m di altitudine. L'acqua defluiva naturalmente passando attraverso il suolo calcareo del lago e riusciva alle risorgive di Vallorbe. Oggi invece gli imbuti naturali sono stati chiusi e l’acqua viene utilizzata per alimentare la centrale idroelettrica di Vallorbe, dove giunge attraverso condotte forzate.

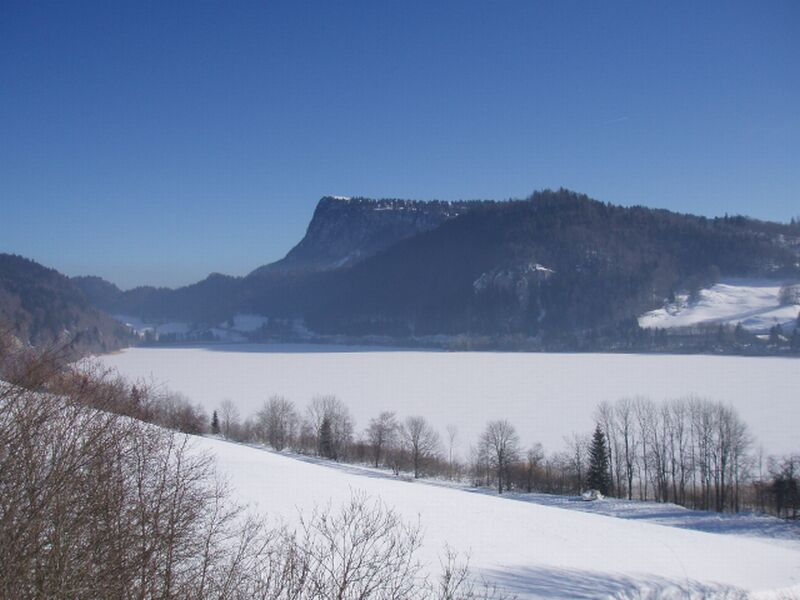
Il lago Brenet ghiacciato col Dent de Vaulion sullo sfondo.